# Лімб'яте
Лімб'яте (італ. Limbiate) — муніципалітет в Італії, у регіоні Ломбардія,  провінція Монца і Бріанца.
Лімб'яте розташований на відстані близько 500 км на північний захід від Рима, 16 км на північ від Мілана, 11 км на захід від Монци.
Населення — 35 258 осіб (2014).
Покровитель — святий Юрій.

## Демографія
Населення за роками:

Станом на 1 січня 2023 року в муніципалітеті офіційно проживало 4378 іноземців з 82 країн, серед них 934 громадяни країн Євросоюзу та 170 громадян України.

## Сусідні муніципалітети
- Бовізіо-Машіаго
- Чезате
- Падерно-Дуньяно
- Сенаго
- Соларо
- Варедо